# Culteranister
Culteranister kallas anhängarna av den litterära barockstil, som i Spanien benämns Culteranismo eller Cultismo (kultism) och även gongorism (gongorismo) efter Luís de Góngora y Argote.
Stilarten blev ett förhärskande mode under flera årtionden av 1600-talet och bestod i en ytterlig förkonstling av uttrycket. Den främste representanten för culterianismen av Luís de Góngora y Argote (1561-1627), efter vilken stilen även kallats gongorism. Även Miguel Cervantes, Francisco de Quevedo, Juan de Mariana, samt i hög grad Pedro Calderón de la Barca anslöt sig till smaken för denna stil. Lope de Vega bekämpade stilen, men var samtidigt själv påverkad av den.
Motsvarande litterära rörelser i andra länder benämns marinism, preciositet och euphuism.